# 1955 en Norvège
Chronologie de la Norvège
- 1951
- 1952
- 1953
- 1954
- 1955
- 1956
- 1957
- 1958
- 1959

Cet article présente les faits marquants de l'année 1955 en Norvège ou relatifs à la Norvège.

## Gouvernance
- Haakon VII est roi de Norvège.
- Oscar Torp est le chef du gouvernement, Einar Gerhardsen lui succède le 22 janvier.

## Sport
- Les Championnats du monde de luge 1955 se déroulent du 5 au 6 février 1955 à Oslo en Norvège. C'est le premier championnat du monde sous l'égide de la Fédération internationale de bobsleigh et de tobogganing section luge d'Hiver et même la seule puisque les suivante seront organisés par la nouvelle Fédération internationale de luge de course (FIL).

## Culture
- Blodveien est un film norvégo-yougoslave réalisé par Kåre Bergstrøm, sorti en 1955.
- La Flamme (Det brenner i natt!) est un film norvégien réalisé par Arne Skouen, sorti en 1955.

## Naissances
- Naissance en Norvège en 1955

## Décès
- Décès en Norvège en 1955